# Bedford OB
Bedford OB je britský autobus vyráběný od srpna 1939, který navázal na předchozí model Bedford WTB produkovaný rovněž automobilkou Bedford se sídlem v Lutonu. Podoba vozidla vycházela z nákladního automobilu a jejím charakteristickým prvkem se stal motor umístěný vpředu před místem řidiče. Za šoférem se nacházel prostor pro cestující, jenž měl kapacitu podle přání objednatele daného vozidla, přičemž se pohybovala mezi 26 a 32 cestujícími.

## Historie
Před začátkem druhé světové války se autobusy vyráběly pouze dva měsíce. Za tu dobu opustilo brány továrny celkem 73 vozidel, byť se lze setkat i s počtem pětasedmdesáti. Největší díl z tohoto množství, asi jedna třetina, získala společnost Tilling Group. Dalších jedenáct odebrala Southern National a osm strojů zakoupila do svého vozového parku firma Western National. Čtyři z vyrobených autobusů pořídila firma London SE11 a každému z nich dala vlastní pojmenování, a sice Astoria, Athenia, Thalia a Claudia II. Předválečné autobusy měly obvykle karoserii od firmy Duple umožňující přepravu 26 osob.
Během válečných let produkovala automobilka od roku 1942 vojenský autobus Bedford OWB, jenž sice vycházel z autobusu OB, ale veškeré díly, jejichž dostupnost byla během války omezena se musely buď nahradit a nebo úplně odstranit. Tak například díly vyráběné původně z hliníku, jenž se používal i při výrobě letadel, se nově tvořily z oceli. Ve vozidle se nacházelo celkem 32 míst pro cestující, kteří během jízdy seděli na dřevěných lavicích. Autobus produkovalo během války souběžně více automobilek a vzniklo tak 3398 vozidel.
Jakmile boje druhé světové války skončily, vrátila se automobilka Bedford k výrobě předválečného modelu OB. Některé z produkovaných modelů měly snížený počet převážených cestujících, a to na čtrnáct, přičemž zbylý prostor se využil pro zavazadlový prostor. Tyto modely odebrala například britská pošta. Konstrukci karoserií autobusů vyrábělo po válce více společností. Největší podíl ze 12 693 poválečných modelů jezdilo s karoserií od společnosti Duple (celkem 4800), další s karoserií Mulliner (1200 vozidel), SMT či Skotské dopravní společnosti (300 autobusů), která některé z vyrobených modelů upravovala pro mobilní banky nebo obchody.
Autobusy Bedford OB lutonská automobilka vyvážela ze Spojeného království i do zahraničí, a to do Řecka, do Belgie či Malajsie, ale rovněž do Finska nebo Austrálie. Další vozidla našla svého kupce v Nizozemsku, Portugalsku, Chile, Paraguay, Pákistánu, Jihoafrické republice, ve Švédsku a na Srí Lance nebo na Mauriciu. Jeho produkce skončila roku 1951, kdy jej vystřídal model SB označovaný též jako Big Bedford (Velký Bedford).

## Popis
Vozidlo mělo délku 7417 milimetrů a šířku 2286 milimetrů. Rozvor náprav činil 4420 milimetrů. Odlišný byl rozchod kol, a sice 1627 milimetrů u předních, respektive 1778 milimetrů u zadních. Autobus poháněl šestiválcový čtyřtaktní zážehový motor 27.34 HP o maximálním výkonu 27 koní, který poháněl zadní nápravu. Objem válců činil 3519 centimetrů kubických a maximální točivý moment měl hodnotu 220 Nm při tisíci otáčkách za minutu. Palivová nádrž, která se nacházela před zadní nápravou, měla objem 91 litrů benzinu a vozidlo mělo spotřebu na úrovni 25 litrů na 100 kilometrů. U všech kol se nacházely hydraulické brzdy s posilovačem, jež byly rozděleny na dva okruhy, a sice jeden pro přední dvojkolí, druhý pro zadní. Dvouokruhový systém brzd patřil v době předválečného zahájení produkce autobusu mezi novinky, neboť do té doby se používal například u vozidel britské automobilky Jaguar, avšak montoval se pouze do osobních automobilů. Brzdný systém navíc umožňoval ovládat vůz i při výpadku posilovače.